# Casa i Torre de Los Lujanes
La casa i torre de Los Lujanes, a la plaça de la Vila de Madrid, és un dels conjunts arquitectònics més antics de la capital d'Espanya. Casa i torre daten d'èpoques diferents, podent datar-se la torre a principis del segle xv, i la casa a la fi d'aquest mateix segle. Va ser residència de Gonzalo García d'Ocaña, comptador major del Regne fins que en 1450 va ser comprada per Pedro de Luján, cambrer del rei, per 181 000 maravedíes.

## Característiques

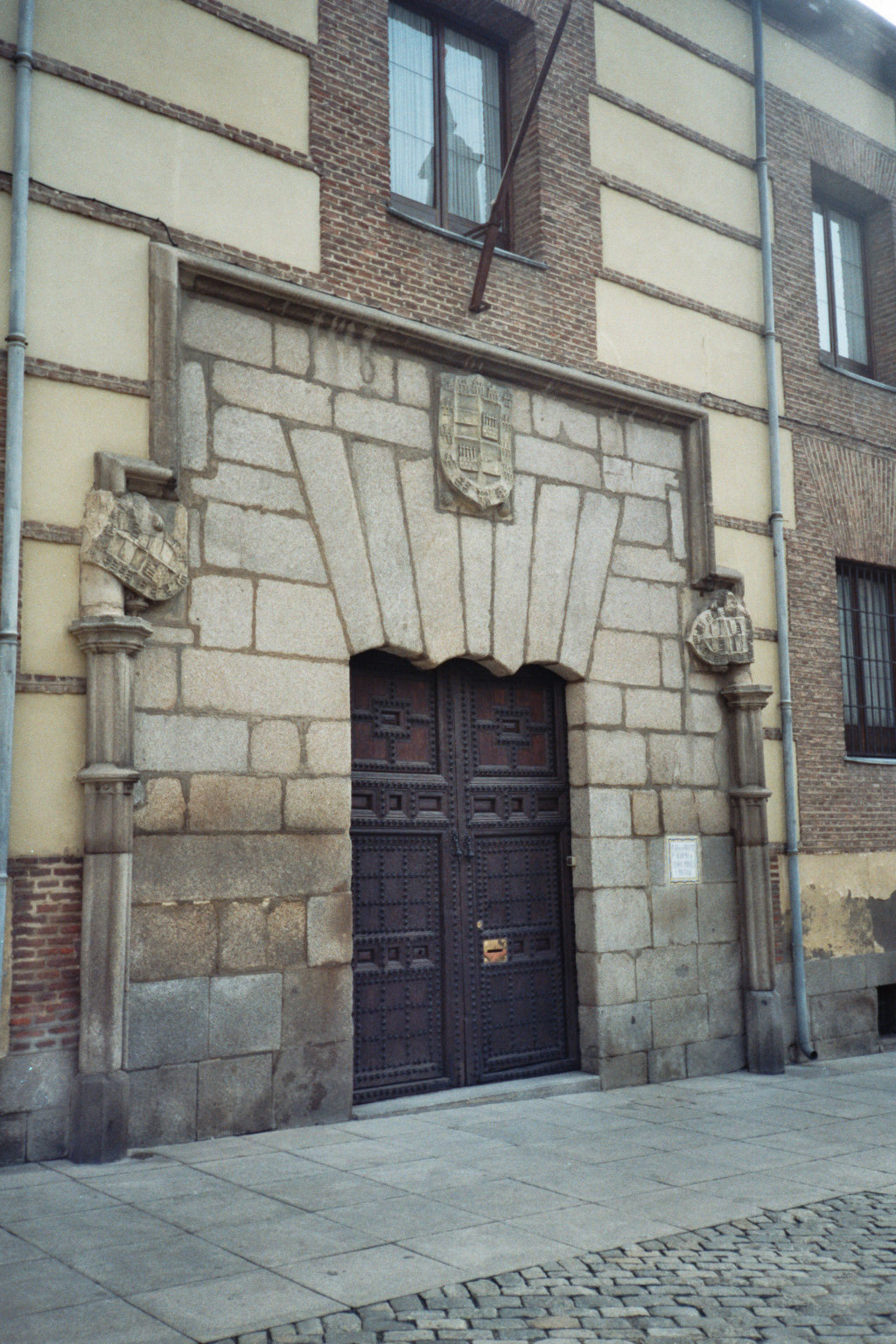
Entrada principal

El conjunt, d'estil mudèjar (la torre té una porta de ferradura en la seva façana del carrer del Codo), consta d'un caserón senyorial i una robusta torre alamborada rematada per una torreta amb coberta a quatre aigües. La casa, de planta irregular i amb un pati central, va ser reconstruïda per Juan de Luján en 1494, i en ella va residir la família de Los Lujanes anomenats de San Salvador, fins a la defunció de María de la Penya de França Casimira Luján, IV comtessa de Castroponce.

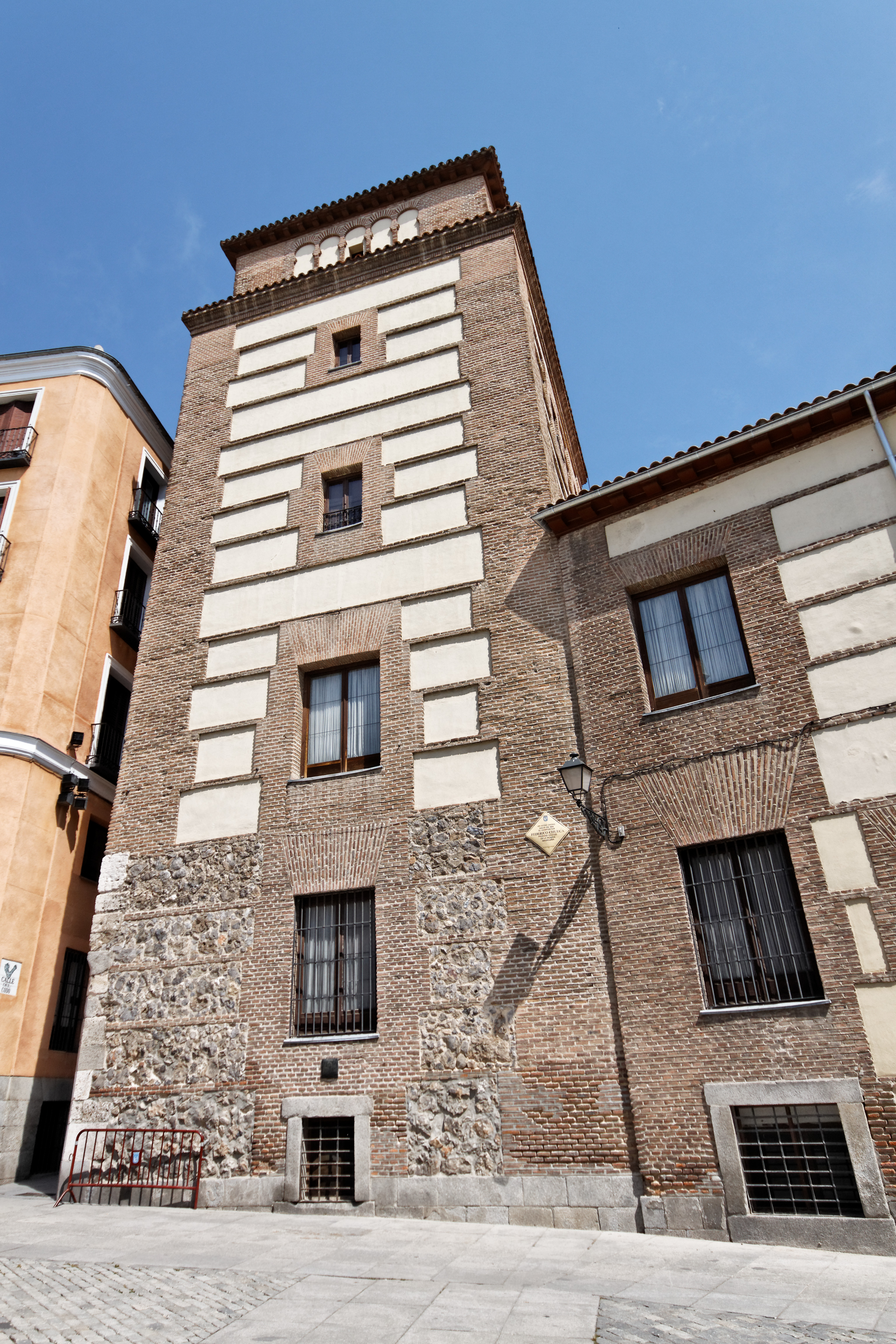
Torre de Los Lujanes

Si ben bé no hi ha dades contrastades, la tradició oral i alguns autors, afirmen que el rei Francesc I de França va residir al voltant d'un any a la torre, mentre esperava al condicionament d'algunes estades en el Reial Alcàsser, durant la seva captivitat després de ser capturat en la batalla de Pavía en 1525.
Atès que era un dels edificis més alts de la capital, probablement el més alt dels edificis civils, a principis del segle segle xix es va triar la torre per situar una estació del telègraf òptic de la línia Madrid-Aranjuez. Des de 1858 es va convertir en seu de diverses societats i entitats, com la Societat Econòmica Matritense d'Amics del País, la Reial Acadèmia de Ciències Morals i Polítiques o la Reial Acadèmia de Ciències Exactes, Físiques i Naturals.
Poc abans d'aquest últim ús, el Govern va realitzar uns treballs de condicionament i rehabilitació que van desvirtuar considerablement l'aspecte original de l'immoble. Per això, en 1910 l'ajuntament va encarregar a l'arquitecte Luis Bellido González la restauració per retornar a l'edifici el seu aspecte inicial. L'última remodelació va ser obra de Fernando Chueca Goitia.

## Troballes arqueològiques
Durant unes reformes en 1886 en les quals es va demolir una golfa, va aparèixer una de les baralles espanyoles més antigues que es conserven. Es denomina Baralla de Ayet pel seu impressor. Actualment es conserva en la Reial Acadèmia d'Història.